# Steppin' Out with the Grateful Dead: England '72
Steppin' Out with the Grateful Dead: England '72 è un album dal vivo del gruppo musicale statunitense Grateful Dead, pubblicato nel 2002 ma registrato nel 1972.

## Tracce

### Disco 1
1. Cold Rain and Snow – 6:02 (Tradiz., arr. Grateful Dead)
2. Greatest Story Ever Told – 6:00 (Bob Weir, Mickey Hart, Robert Hunter)
3. Mr. Charlie – 3:52 (Ron McKernan, Hunter)
4. Sugaree – 7:34 (Jerry Garcia, Hunter)
5. Mexicali Blues – 4:10 (Weir, John Barlow)
6. Big Boss Man – 6:28 (Al Smith, Luther Dixon)
7. Deal – 5:51 (Garcia, Hunter)
8. Jack Straw – 5:19 (Weir, Hunter)
9. Big Railroad Blues – 4:26 (Noah Lewis)
10. It Hurts Me Too – 6:07 (Elmore James)
11. China Cat Sunflower – 5:05 (Garcia, Hunter)
12. I Know You Rider/Happy Birthday to You – 7:50 (Tradiz., arr. Grateful Dead/Patty Hill, Mildred J. Hill)
13. Playing in the Band – 10:10 (Weir, Hart, Hunter)

### Disco 2
1. Good Lovin' – 20:31 (Rudy Clark, Artie Resnick)
2. Ramble on Rose – 6:41 (Garcia, Hunter)
3. Black-Throated Wind – 6:07 (Weir, Barlow)
4. Sitting on Top of the World – 3:30 (Walter Jacobs, Lonnie Carter)
5. Comes a Time – 7:01 (Garcia, Hunter)
6. Turn on Your Love Light – 13:02 (Deadric Malone, Joseph Scott)
7. Goin' Down the Road Feeling Bad – 8:22 (Tradiz., arr. Grateful Dead)
8. Not Fade Away – 4:54 (Charles Hardin, Norman Petty)
9. Hey! Bo Diddley – 4:30 (Bo Diddley)
10. Not Fade Away – 3:06 (Hardin, Petty)

### Disco 3
1. Rockin' Pneumonia and the Boogie Woogie Flu – 5:15 (Huey Smith)
2. Black Peter – 8:52 (Garcia, Hunter)
3. Chinatown Shuffle – 3:23 (McKernan)
4. Truckin' – 10:14 (Garcia, Phil Lesh, Weir, Hunter)
5. Drums – 2:44 (Bill Kreutzmann)
6. The Other One – 19:31 (Weir, Kreutzmann)
7. El Paso – 4:47 (Marty Robbins)
8. The Other One – 8:20 (Weir, Kreutzmann)
9. Wharf Rat – 10:48 (Garcia, Hunter)
10. One More Saturday Night – 4:57 (Weir)

### Disco 4
1. Uncle John's Band – 7:20 (Garcia, Hunter)
2. The Stranger (Two Souls in Communion) – 7:57 (McKernan)
3. Dark Star – 31:27 (Garcia, Hart, Kreutzmann, Lesh, McKernan, Weir, Hunter)
4. Sugar Magnolia – 7:15 (Weir, Hunter)
5. Caution (Do Not Stop on Tracks) – 17:15 (Garcia, Kreutzmann, Lesh, McKernan, Weir)
6. Brokedown Palace – 7:02 (Garcia, Hunter)

## Formazione
- Jerry Garcia – chitarra, voce
- Bob Weir – chitarra, voce
- Ron "Pigpen" McKernan – organo, armonica, voce
- Phil Lesh – basso, voce
- Bill Kreutzmann – batteria
- Keith Godchaux – piano
- Donna Jean Godchaux – voce